# أنطونيو نيجري
أنطونيو «طوني» نيجري (بالإنجليزية: Antonio Negri)‏ (من مواليد 1 أغسطس من عام 1933)، عالم اجتماع ينتمي إلى مذهب السبينوزية الماركسية وفيلسوف سياسي، معروف بمشاركته في تأليف كتاب «إمباير» وكتابه الخاص «سبينوزا».
وُلد في مدينة بادوفا، وأصبح أستاذاً في الفلسفة السياسية في جامعة المدينة ذاتها. أسّس مجموعة «بوتير أوبيرايو – بالإيطالية: Potere Operaio» (القوى العاملة) في عام 1969 وكان عضواً قيادياً في حركة «اوتونوميا اوبيرايا». باعتباره من أكثر واضعي نظرية الحكم الذاتي شُهرةً، نشر العديد من الكتب المؤثرة بشكل كبير والتي يحثّ فيها على «الوعي الثوري».
أُدين نيجري في أواخر سبعينيات القرن الماضي باتهامات مختلفة، من بينها اتّهامه بكونه العقل المُدبّر لمنظمة إرهابية يسارية تدعى «الألوية الحمراء (بالإيطالية: Brigate Rosse أو BR)»، المتورطة في حادثة اختطاف ألدو مورو، رئيس وزراء إيطاليا لولايتين متتاليتين، وزعيم الحزب المسيحي الديمقراطي في مايو عام 1978، بالإضافة إلى العديد من الحوادث الأخرى. اشتُبه به بالخطأ بتهمة إجراءه مكالمة تهديد بالنيابة عن منظمة BR، ولكن لم تتمكن المحكمة من إثبات ارتباطه بذلك بشكل قاطع. تُعتبر مسألة تواطؤ نيجري مع التيار اليساري المتطرف موضوعاً مثيراً للجدل. أُدينَ للعديد من التهم، من بينها «الارتباط والتمرد ضد الدولة» (وهي تهمة أُسقطت في وقت لاحق)، وحُكم عليه بتورطه في عمليتي قتل.
هرب نيجري إلى فرنسا حيث كان تحت حماية سياسة ميتران، وقام بالتدريس في جامعة باريس 8 والجامعة الدولية للفلسفة، إلى جانب جاك دريدا وميشيل فوكو وجيل ديلوز. في عام 1997، بعد التفاوض لتخفيف عقوبة السجن من 30 إلى 13 عاماً، عاد نيجري إلى إيطاليا لقضاء نهاية فترة عقوبته. نُشرت العديد من كتبه الأكثر تأثيراً بينما كان وراء القضبان.
وبالمثل ديلوز، فإن انهماك نيجري مع سبينوزا معروف جيدًا في الفلسفة المعاصرة. وجنبًا إلى جنب مع ألتوسر وديلوز، كان إحدى الشخصيات المركزية في السبينوزية الجديدة المستوحاة من الفرنسية في الفلسفة القارية في أواخر القرن العشرين وأوائل القرن الحادي والعشرين، إذ اعتُبر ذلك الإحياء الثاني لسبينوزا عبر التاريخ، بعد إعادة اكتشاف معروف جدًا لسبينوزا من قِبَل مُفكّرين ألمان (خاصة الرومانسيين والمثاليين الألمان) في أواخر القرن الثامن عشر وأوائل القرن التاسع عشر. وهو والد مُخرجة الأفلام آنا نيجري.

## الفكر السياسي والكتابة
على خلاف أشكال الماركسية الأخرى، تؤكد الماركسية ذاتية الحكم (أو المستقلة) على قدرة الطبقة العاملة على فرض تغييرات على تنظيم النظام الرأسمالي بشكل مستقل عن الدولة أو النقابات أو الأحزاب السياسية. يهتم الاستقلاليون بالتنظيم السياسي الحزبي أكثر من اهتمامهم بالماركسيين الآخرين، حيث يركزون بدلاً من ذلك على العمل المنظم ذاتيًا خارج الهياكل التنظيمية التقليدية. وبالتالي، تٌعتبر الماركسية المستقلة نظرية «تصاعدية»: فهي تسترعي الانتباه إلى الأنشطة التي يراها الاستقلاليون على أنها مقاومة يومية من الطبقة العاملة ضد الرأسمالية، على سبيل المثال التغيب والعمل البطيء والتنشئة الاجتماعية في مكان العمل. كانت لصحيفة «كواديرني روسي – (بالإنجليزية: Red Notebooks)، التي أٌصدرت بين عامي 1961 و 1965، وخليفتها صحيفة «كلاس اوبيرايا - (بالإنجليزية: Working Class)، التي أُصدرت بين عامي 1963 و 1966، تأثيرًا واضحًا أيضًا في تطور حركة الاستقلالية المبكر. إذ أسس كل منهما من قِبَل أنطونيو نيجري وماريو ترونتي.
يشتهر أنطونيو نيجري اليوم بكونه مؤلف مشارك، مع مايكل هارت، لكتاب «إمباير» المثير للجدل والمستوحى من الماركسية (2000).
في عام 2009، أكمل نيجري كتاب «كومونويلث»، وهو الكتاب النهائي ضمن ثلاثية بدأت في عام 2000 إلى جانب كتاب «إمباير»، واستمر مع كتاب«مالتيتود» في عام 2004، الذي تشارك في تأليفه مع مايكل هاردت.
منذ كتاب «كومونويلث»، كتب نيجري العديد من المقالات البارزة التي تتحدث عن الربيع العربي والاحتلال إلى جانب قضايا اجتماعية أخرى.

## عمل ديوناسيس: نقد على شكل الدولة (1994)
في هذا الكتاب، يسأل المؤلفون أنفسهم «كيف يكون العمل إذاً، بكل إمكاناته المؤكدة للحياة، قد أصبح وسيلة للانضباط الرأسمالي والاستغلال والهيمنة في المجتمع الحديث؟». يكشف المؤلفون عن هذه المفارقة ويتعقبونها من خلال تحليل منهجي لدور العمال في عمليات الإنتاج الرأسمالي وإنشاء المؤسسات القانونية والاجتماعية الرأسمالية. نقدًا لمفاهيم الليبرالية والاشتراكية حول العمل والإصلاح المؤسساتي من منظور ديمقراطي راديكالي، يتحدى هارت ونيجري الدولة التي تُشكّل نفسها.

## كتاب «التمرد»: القوة التأسيسية والدولة الحديثة (1999)
يبحث هذا الكتاب، الذي كتبه نيجري بمفرده، حول دراما الثورات الحديثة - من فلورنسا في عهد مكيافيلي وإنجلترا في عهد هارينجتون وصولًا إلى الثورات الأمريكية والفرنسية والروسية - ويطرح فكرة جديدة حول كيفية فهم القوة والعمل إذا أردنا تحقيق مستقبل ديمقراطي راديكالي.

## كتاب «إمباير» عام (2002)
بشكل عام، يضع الكتاب نظريات حول الانتقال المستمر من ظاهرة الإمبريالية «الحديثة» المتمركزة حول الدول القومية الفردية، إلى بناء ما بعد الحداثة الناشئ الذي خُلِق بين القوى الحاكمة التي يُسميها المؤلفون «الإمبراطورية»، بأشكال مختلفة من الحرب.
يطرح كتاب «إمباير» مجموعة متنوعة من الأفكار المحيطة بالدساتير والحرب العالمية والطبقات. وبالتالي، يُشكّل الكتاب عن طريق نظام ملكي (الولايات المتحدة ومجموعة الثماني ومنظمات دولية مثل الناتو أو صندوق النقد الدولي أو منظمة التجارة العالمية)، حكم الأقليات (الشركات متعددة الجنسيات ودول قومية أخرى) ودولة ديمقراطية (مختلف المنظمات غير الحكومية والأمم المتحدة). يتعامل جزء من تحليل الكتاب مع «تخيل المقاومة»، لكن «الهدف من الكتاب، هو بأنه كتاب «جمعي» وبأن مقاومته يمكنها فقط أخذ شكل الإنكار - «الرغبة بأن تكون ضد».
الامبراطورية كُلية، لكن التفاوت الاقتصادي مازال قائمًا، ومثلما مُسحت جميع الهويات واسُتبدلت بأخرى عالمية، فما زالت هوية الفقراء قائمة.

## كتاب «مالتيتود»: الحرب والديمقراطية في عصر الإمبراطورية عام (2004)
يعالج هذا الكتاب هذه المشكلات ويلتقط الخيط من النقطة التي انتهى عندها كتاب «إمباير». من أجل القيام بذلك، يجادل هارت ونيجري كيف أن يجب على المرء أولاً تحليل الترتيب الحالي للحرب وتناقضاتها. يظهر هذا التحليل في الفصل الأول، وبعد ذلك يركز الفصلان الثاني والثالث على التعددية والديمقراطية، على التوالي. لا يُعتبر الكتاب تتمة بقدر ما هو تكرار من وجهة نظر جديدة بأسلوب جديد يسهل الوصول إليه والذي يتمايز عن أسلوب النثر الأكاديمي الذي اسُتخدم في كتاب «إمباير».

## مناصب
تولى منصب عضو مجلس النواب في الجمهورية الإيطالية.

## التعليم
تعلم في جامعة باريس، وجامعة بادوا.

## الوفاة
توفي أنطونيو نيغري في 16 ديسمبر 2023 عن عمر ناهز التسعين.

## روابط خارجية
- أنطونيو نيجري على موقع IMDb (الإنجليزية)
- أنطونيو نيجري على موقع الموسوعة البريطانية (الإنجليزية)
- أنطونيو نيجري على موقع مونزينجر (الألمانية)